# Valambray
Valambray est, depuis le 1er janvier 2017, une commune nouvelle française située dans le département du Calvados en région Normandie, peuplée de 1 672 habitants.

## Géographie

### Localisation
Les communes voisines sont Moult-Chicheboville et Canteloup au nord, Cléville au nord-est, Cesny-aux-Vignes et Mézidon Vallée d'Auge avec Croissanville et Vieux-Fumé au nord-est, Condé-sur-Ifs au sud-est, Le Bû-sur-Rouvres et Saint-Sylvain au sud, Cauvicourt au sud-ouest, Cintheaux au nord-ouest et Le Castelet avec Saint-Aignan-de-Cramesnil et Garcelles-Secqueville au nord-ouest.
| Le Castelet | Moult-Chicheboville, Canteloup   | Cléville                                |
| Cintheaux   | Valambray                        | Cesny-aux-Vignes, Mézidon Vallée d'Auge |
| Cauvicourt  | Le Bû-sur-Rouvres, Saint-Sylvain | Condé-sur-Ifs                           |

### Géologie et relief, hydrographie
La commune est traversée par la Muance qui sillonne à travers Fierville-Bray, Billy,et Airan.

### Voies de communication et transports
Valambray est desservie par le réseau de mobilité normand Nomad à travers la ligne numéro 110.

### Hydrographie
La commune est située dans le bassin Seine-Normandie. Elle est drainée par la Muance, le Sémillon, le Douet Lambert, le Douet, le fossé 04 du Moulin et divers autres petits cours d'eau.
La Muance, d'une longueur de 19 km, prend sa source dans la commune de Saint-Sylvain et se jette  dans la Dives à Troarn, après avoir traversé sept communes. 

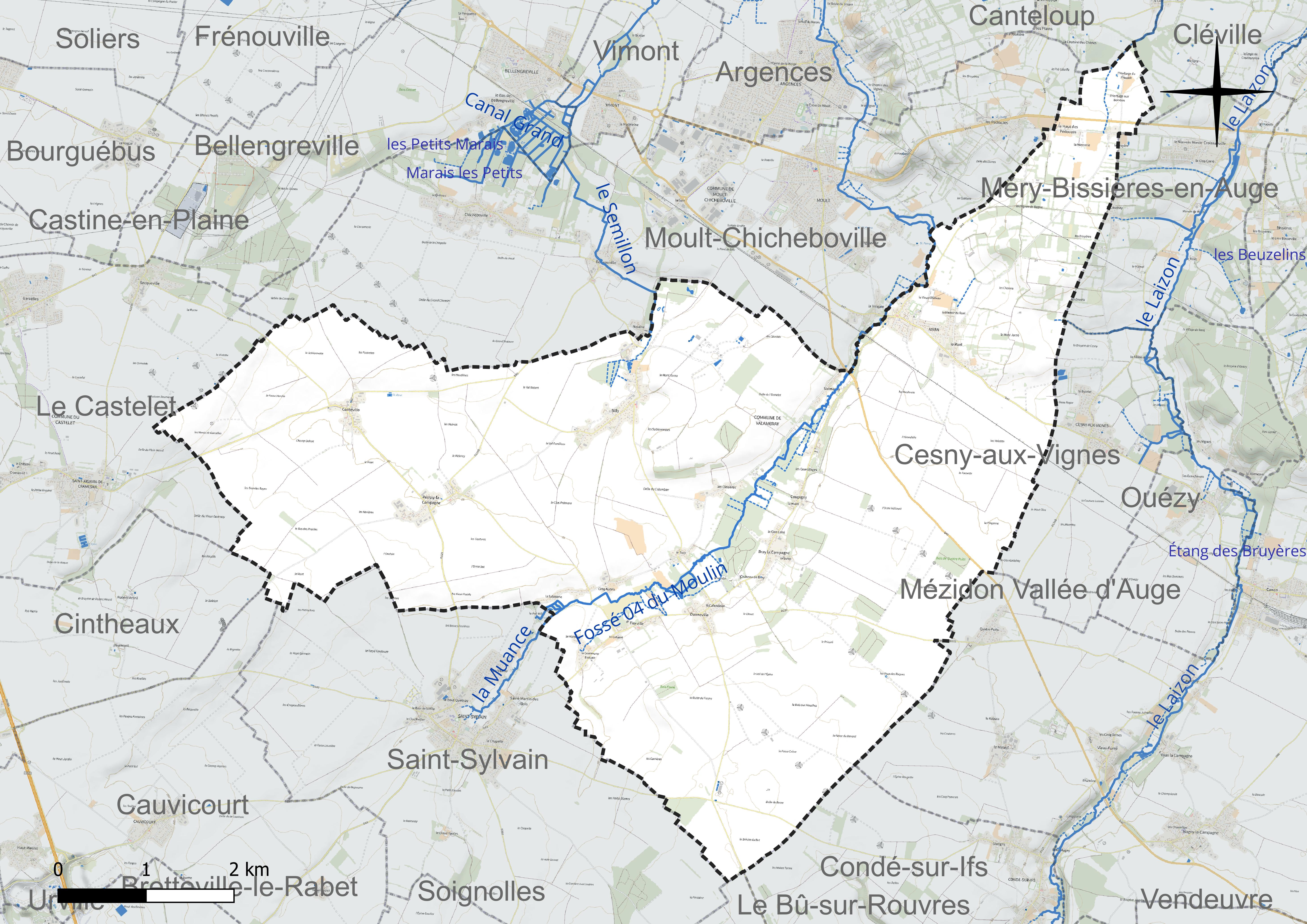
Réseau hydrographique de Valambray.

### Climat
Pour des articles plus généraux, voir Climat de la Normandie et Climat du Calvados.
En 2010, le climat de la commune est de type climat océanique altéré, selon une étude du CNRS s'appuyant sur une série de données couvrant la période 1971-2000. En 2020, Météo-France publie une typologie des climats de la France métropolitaine dans laquelle la commune est exposée à un climat océanique et est dans la région climatique Normandie (Cotentin, Orne), caractérisée par une pluviométrie relativement élevée (850 mm/a) et un été frais (15,5 °C) et venté. Parallèlement le GIEC normand, un groupe régional d'experts sur le climat, différencie quant à lui, dans une étude de 2020, trois grands types de climats pour la région Normandie, nuancés à une échelle plus fine par les facteurs géographiques locaux. La commune est, selon ce zonage, exposée à un « climat des plateaux abrités », correspondant à la plaine agricole de Caen à Falaise, sous le vent des collines de Normandie et proche de la mer, se caractérisant par une pluviométrie et des contraintes thermiques modérées.
Pour la période 1971-2000, la température annuelle moyenne est de 10,5 °C, avec  une amplitude thermique annuelle de 12,1 °C. Le cumul annuel moyen de précipitations est de 675 mm, avec 11,4 jours de précipitations en janvier et 7,5 jours en juillet. Pour la période 1991-2020, la température moyenne annuelle observée sur la station météorologique la plus proche, située sur la commune d'Argences à 3 km à vol d'oiseau, est de 11,6 °C et le cumul annuel moyen de précipitations est de 742,9 mm,. Pour l'avenir, les paramètres climatiques de la commune estimés pour 2050 selon différents scénarios d'émission de gaz à effet de serre sont consultables sur un site dédié publié par Météo-France en novembre 2022.

## Urbanisme

### Typologie
Au 1er janvier 2024, Valambray est catégorisée commune rurale à habitat dispersé, selon la nouvelle grille communale de densité à 7 niveaux définie par l'Insee en 2022.
Elle est située hors unité urbaine. Par ailleurs la commune fait partie de l'aire d'attraction de Caen, dont elle est une commune de la couronne,. Cette aire, qui regroupe 296 communes, est catégorisée dans les aires de 200 000 à moins de 700 000 habitants,.

## Toponymie
Ce nom montre l'attachement des communes fondatrices à leur terroir : « Val », racine de Val-ès-Dunes, la communauté de communes ; « ambre » pour la couleur blonde des céréales, et « Bray » pour la culture et l'herbage. Bray, est issu du gaulois bracu, « lieu humide ».

## Histoire
La commune est née du regroupement des communes d'Airan, de Billy, de Conteville, de Fierville-Bray et de Poussy-la-Campagne, qui deviennent des communes déléguées, le 1er janvier 2017. Son chef-lieu se situe à Airan.

## Politique et administration
| Nom                | Code Insee | Intercommunalité   | Superficie (km2) | Population (dernière pop. légale) | Densité (hab./km2) |
| ------------------ | ---------- | ------------------ | ---------------- | --------------------------------- | ------------------ |
| Airan (siège)      | 14005      | CC du Val ès Dunes | 13,50            | 648 (2021)                        | 48                 |
| Billy              | 14074      | CC du Val ès Dunes | 6,78             | 393 (2021)                        | 58                 |
| Conteville         | 14176      | CC du Val ès Dunes | 4,14             | 89 (2021)                         | 21                 |
| Fierville-Bray     | 14268      | CC du Val ès Dunes | 12,66            | 465 (2021)                        | 37                 |
| Poussy-la-Campagne | 14517      | CC du Val ès Dunes | 4,08             | 87 (2021)                         | 21                 |

### Liste des maires
| Période      | Période  | Identité       | Étiquette | Qualité         |
| ------------ | -------- | -------------- | --------- | --------------- |
| janvier 2017 | En cours | Patrice Martin | LR        | Cadre de banque |

## Population et société

### Démographie
L'évolution du nombre d'habitants est connue à travers les recensements de la population effectués dans la commune depuis sa création.
En 2022, la commune comptait 1 672 habitants, en évolution de −5,38 % par rapport à 2016 (Calvados : +1,58 %, France hors Mayotte : +2,11 %).
| 2015  | 2020  | 2022  |
| ----- | ----- | ----- |
| 1 767 | 1 700 | 1 672 |

## Culture locale et patrimoine

### Lieux et monuments
- Église Saint-Germain d'Airan.

## Identité visuelle

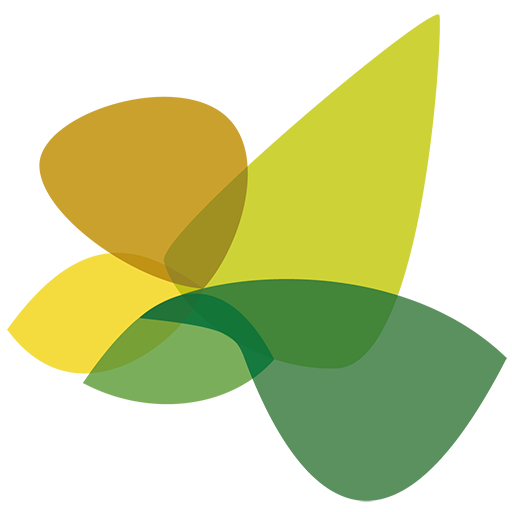

La création de la commune se devait d'être accompagnée d'une nouvelle identité graphique. Un logo représentatif du territoire a été choisi au terme d'un concours ouvert à tous. Il est l'œuvre de Virginie Dauvergne.
Les couleurs font références aux caractéristiques des cinq villages :
Les champs, l'agriculture, la campagne.
La forme des cinq villages a été arrondie, afin d'évoquer les formes de la nature, du végétal. Les formes ainsi obtenues ont été intimement mêlées pour signifier l'union des cinq villages.
Afin de renforcer cette union, une forme de V, issue du logo, sert de lettrine à Valambray.